# Decetia uniformis
Decetia uniformis är en fjärilsart som beskrevs av W. Warren 1905. Decetia uniformis ingår i släktet Decetia och familjen Uraniidae. Inga underarter finns listade i Catalogue of Life.